# Список генерал-губернаторів Кореї

Печатка Генерал-губернатора Кореї

Список генерал-губернаторів Кореї — список голів японської колоніальної адміністрації у Кореї з 1910 по 1945 рік.

## Історія
У XIX столітті Корея була предметом імперських інтересів трьох держав — Китаю, традиційного сюзерена Кореї, Російської Імперії та Японії. Проте у 1895 році Китай зазнав поразки в японсько-китайській війні і змушений був відмовитися від свого права на сюзеренітет. Після поразки Росії в російсько-японській війні вона визнала Корейський півострів зоною інтересів Японії.
Таким чином, для японського уряду створилася сприятлива ситуація для експансії у Корею. Постало питання про характер цієї експансії. Помірна фракція на чолі з Іто Хіробумі виступала за те, щоб встановити над Кореєю протекторат і поступово посилювати там японське вплив, не здійснюючи, у той же час, її формальної анексії. Фракція «військових» на чолі з маршалом Ямаґатою Арітомо наполягала на якнайшвидшому приєднанню Кореї до Японії. У ході дебатів перемогла точка зору помірної фракції. У квітні 1905 року кабінет міністрів Японії ухвалив рішення про необхідність встановлення протекторату над Кореєю.
17 листопада 1905 року був укладений Японсько-корейський договір про протекторат. У країні встановлювався пост японського генерал-резидента, який отримував значні повноваження в управлінні країною.
26 жовтня 1909 року під час зустрічі з російським міністром фінансів В. Н. Коковцовим Іто Хіробумі був убитий корейським націоналістом Ан Чунгином. Хоча Ан розраховував, що це вбивство принесе Кореї незалежність, його вчинок мав прямо протилежний ефект. Після усунення свого головного політичного супротивника, Ямаґата Арітомо міг без проблем втілити у життя свої плани щодо анексії Кореї.
22 серпня 1910 року представниками Корейської та Японської імперій був підписаний Договір про приєднання Кореї до Японії. 29 серпня він був опублікований. Пост генерал-резидента був скасований і замінений постом генерал-губернатора. Першим генерал-губернатором став Терауті Масатаке.
До 1919 року генерал-губернатор міг бути призначений тільки з військових, пізніше до цієї посади були допущені і цивільні особи.
У зв'язку з поразкою Японської імперії у Другій світовій війні пост генерал-губернатора був скасований. З 1945 року японська адміністрація змінитися радянським та американським військовим командуванням. Після 1948 року влада перейшла до політичних сил КНДР і Південної Кореї.

## Список генерал-губернаторів
| № | Портрет | Ім'я                         | На посаді                       | Основні особливості політики |
| - | ------- | ---------------------------- | ------------------------------- | --- |
| 1 |         | Терауті Масатаке 寺内正毅    | 29 серпня 1910 — 14 жовтня 1916 | Проводив жорстку політику, спрямовану на придушення антияпонського опору. Разом з тим провів земельну реформу, сприяв будівництву початкових шкіл у Кореї                               |
| 2 |         | Хасеґава Йосіміті 長谷川好道 | 14 жовтня 1916 — 12 серпня 1919 | Продовжив жорсткий курс попередника. Придушив Рух 1 березня. |
| 3 |         | Сайто Макото 斎藤実          | 12 серпня 1919 — 15 квітня 1927 | Провів серію ліберальних реформ. Заохочував розвиток корейської культури та індустріалізацію колонії. Ввів обмежене місцеве самоврядування. Відкрив Імператорський університет Кейдзьо. |
| - |         | Уґакі Кадзусіґе 宇垣一成     | 15 квітня 1927 — 10 грудня 1927 | Тимчасово виконував обов'язки генерал-губернатора до призначення на цю посаду Яманасі Хандзо. Проводив політику модернізації Кореї.                                                     |
| 4 |         | Яманасі Хандзо 山梨半造      | 10 грудня 1927 — 17 серпня 1929 | Повернувся до жорсткої політики попередників. Посилив поліцейський нагляд за населенням, відмінив більшу частину ліберальних реформ, посилив цензуру.                                   |
| 5 |         | Сайто Макото 斎藤実          | 16 серпня 1929 — 16 червня 1931 | Продовжив ліберальну політику. Розширив права місцевого самоврядування. |
| 6 |         | Уґакі Кадзусіґе 宇垣一成     | 16 червня 1931 — 4 серпня 1936  | Продовжив ліберальну політику. Провів реформу корейського правопису. Разом з тим заохочував асиміляцію корейців. У 1934 році заборонив вивчення та вживання корейської мови у школах.   |
| 7 |         | Мінамі Дзіро 南次郎          | 4 серпня 1936 — 28 травня 1942  | Взяв курс на жорстку асиміляцію та японізацію корейців. Видав указ про зміну корейських імен на японські. Почав добровільний призов корейців в Імперську армію Японії.                  |
| 8 |         | Коїсо Куніакі 小磯國昭       | 28 травня 1942 — 21 липня 1944  | Продовжив асиміляційну політику. Почав обов'язковий призов корейців в армію і вивіз їх на Японські острови як робочу силу.                                                              |
| 9 |         | Абе Нобуюкі 阿部信行         | 21 липня 1944 — 28 вересня 1945 | Продовжив асиміляційну політику. Намагався мобілізувати корейців в армію, щоб врятувати Японську імперію від поразки у Другій світовій війні.                                           |